# بولر (کانزاس)
بولر (به انگلیسی: Buhler) شهری در ایالت کانزاس کشور ایالات متحده آمریکا است که جمعیت آن در سرشماری سال ۲۰۱۰ میلادی، ۱٬۳۲۷ نفر بوده‌است.